# Actinidia suberifolia
Actinidia suberifolia är en tvåhjärtbladig växtart som beskrevs av Cheng Yih Wu. Actinidia suberifolia ingår i släktet aktinidiasläktet, och familjen Actinidiaceae. Inga underarter finns listade i Catalogue of Life.